# 布羅克斯托 (英國國會選區)

選區在諾丁漢郡的位置

布羅克斯托（英語：Broxtowe），英國國會一郡選區，位於諾丁漢郡西南部、諾丁漢以西，包括布羅克斯托大部份地區。
本區始設於1918年，1950年撤銷，1983年恢復。在2010年大選中保守黨的安娜·蘇布里以389票之差擊敗工黨籍的當區議員尼克·帕爾默，為保守黨重奪失落十三年的議席。